# Persisk ekorre
Persisk ekorre (Sciurus anomalus) är en art i släktet trädekorrar. Wilson & Reeder (2005) listar tre underarter.

## Utseende
Persisk ekorre har en sommar- och en vinterpäls. Ovansidan är på sommaren rödgrå till svartgrå och under vintern mörkare. Undersidan är ljusgrå till vitaktig med röda och gula skuggor. Kroppslängden ligger mellan 19 och 25 cm och därtill kommer en 12 till 16 cm yvig svans. Vikten ligger mellan 250 och 410 gram, honor är i genomsnitt obetydlig större. Till skillnad från den röda ekorren har persisk ekorre ganska sällan tofsar på öronen.
Arten har fyra helt utbildade tår vid framfötterna och en rudimentär tumme, antalet tår vid bakfötterna är fem.

## Utbredning och habitat
Arten förekommer huvudsakligen i västra Asien i två från varandra skilda populationer. Utbredningsområdet för den första sträcker sig från norra Israel längs kustlinjerna av östra Medelhavet och södra Svarta havet till Kaukasus. Den andra populationen sträcker sig i en bredare strimma från centrala Turkiet över norra Irak till västra Iran. Små isolerade populationer finns dessutom i Jordanien, Turkiets europeiska del och på grekiska öar.
Habitatet utgörs av blandskog upp till 2 000 meter över havet.

## Ekologi
Persisk ekorre är aktiv på dagen, främst på morgonen och kort före skymningen. Individerna lever utanför parningstiden ensam och de markerar sitt revir med urin och avföring. Fortplantningssättet är inte utrett men det antas att persisk ekorre liknar den vanliga ekorren i denna aspekt.
Liksom vanlig ekorre äter arten frön från kottar av barrträd, andra frön och frukter. Under tider med matbrist ingår även fågelägg, ryggradslösa djur, bark och blommor i födan. Däremot äter persisk ekorre inga svampar eller bär.
Naturliga fiender är kungsörn (Aquila chrysaetos) och berguv (Bubo bubo). Troligen jagas ekorren av rovdjur som kan klättra i träd.

## Hot
Persisk ekorre hotas främst av skogsavverkningar och faller ibland offer för sportjägare. Beståndet minskar men arten listas trots allt som livskraftig (least concern).